# Robson Caetano da Silva
Robson Caetano da Silva (Rio de Janeiro, 4 de setembre de 1964) és un atleta brasiler, especialista en esprint. Té el millor temps dels esprintadors brasilers. Ha participat en quatre Jocs Olímpics consecutius (Los Angeles, Seul, Barcelona i Atlanta) i assolit el bronze en 200 l'any 1988 i en relleu 4 × 100 l'any 1996.
És l'actual posseïdor del rècord d'Amèrica del Sud de 100 m amb el seu temps de 10 s 00, establert l'any 1988 a Mèxic.
L'any 2006 participa en Dança dos Famosos, la versió brasilera de Dansa amb les estrelles. En surt gran guanyador.

## Carrera

### Palmarès
| Data | Competició                                             | Lloc         | Resultat | Prova     |
| ---- | ------------------------------------------------------ | ------------ | -------- | --------- |
| 1985 | Copa del món de les nacions                            | Canberra     | 1er      | 200 m     |
| 1985 | Copa del món de les nacions                            | Canberra     | 2n       | 4 × 100 m |
| 1987 | Campionat del Món d'atletisme en pista coberta de 1987 | Indianapolis | 3r       | 200 m     |
| 1987 | Jocs panamericans                                      | Indianapolis | 2n       | 200 m     |
| 1987 | Campionat del Món d'atletisme de 1987                  | Roma         | 4t       | 200 m     |
| 1988 | Atletisme als Jocs Olímpics d'Estiu de 1988            | Seül         | 5è       | 100 m     |
| 1988 | Atletisme als Jocs Olímpics d'Estiu de 1988            | Seül         | 3r       | 200 m     |
| 1989 | Copa del món de les nacions                            | Barcelona    | 1er      | 200 m     |
| 1989 | Universiades                                           | Duisburg     | 1er      | 200 m     |
| 1990 | Goodwill Games                                         | Seattle      | 2n       | 200 m     |
| 1991 | Jocs panamericans                                      | L'Havana     | 1er      | 100 m     |
| 1991 | Jocs panamericans                                      | L'Havana     | 1er      | 200 m     |
| 1991 | Campionat del Món d'atletisme de 1991                  | Tòquio       | 7è       | 100 m     |
| 1991 | Campionat del Món d'atletisme de 1991                  | Tòquio       | 4t       | 200 m     |
| 1992 | Atletisme als Jocs Olímpics d'estiu de 1992            | Barcelona    | 4t       | 200 m     |
| 1992 | Atletisme als Jocs Olímpics d'estiu de 1992            | Barcelona    | 4t       | 4 × 400 m |
| 1992 | Copa del món de les nacions                            | L'Havana     | 1er      | 200 m     |
| 1992 | Copa del món de les nacions                            | L'Havana     | 2n       | 4 × 100 m |
| 1995 | Campionat del Món d'atletisme de 1995                  | Göteborg     | 4a       | 200 m     |
| 1995 | Final mundial                                          | Mònaco       | 3r       | 200 m     |
| 1996 | Atletisme als Jocs Olímpics d'estiu de 1996            | Atlanta      | 3a       | 4 × 100 m |

### Rècords
| Prova | Temps   | Lloc        | Data                 |
| ----- | ------- | ----------- | -------------------- |
| 100 m | 10 s 00 | Mèxic       | 22 de juliol de 1988 |
| 200 m | 19 s 96 | Brussel·les | 25 d'agost de 1989   |